# Orthosia brevipennis
Orthosia brevipennis là một loài bướm đêm trong họ Noctuidae.